# Reëelwaardige functie

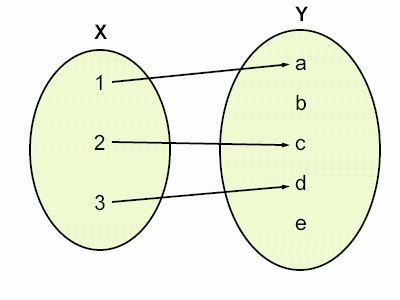
Functie als geordend paar
met

In de wiskunde is een reëelwaardige functie een functie waarvan de functiewaarden reële getallen zijn. Dat wil zeggen dat aan elk element van het domein van de functie een reëel getal (een element uit de verzameling {\displaystyle \mathbb {R} } der reële getallen) is gekoppeld (toegevoegd).
Reëelwaardige functies komen in bijna alle gebieden van de wiskunde voor, in het bijzonder in de analyse, kansrekening en optimalisatie.
Opmerking. In dit verband wordt ook het begrip reële functie gebruikt. Deze benaming staat dan voor een functie waarvan het domein eveneens de verzameling van de reële getallen is, of een deelverzameling daarvan.

## Formele definities

### Reëelwaardige functie
Een reëelwaardige functie is een functie
{\displaystyle f\colon D\to \mathbb {R} }

### Reële functie
Een reële functie is een functie
{\displaystyle f\colon D\to \mathbb {R} }
waarbij {\displaystyle D\subseteq \mathbb {R} }.
Een reële functie is ook een reëelwaardige functie. Omdat (onder meer) lineaire, kwadratische, goniometrische, rationale, exponentiële en logaritmische functies in het algemeen de reële getallen of een deelverzameling daarvan, als bereik hebben, behoren die functies tot de reëelwaardige functies.

## Speciale namen
Bij een reëelwaardige functie worden aan de structuur van het domein geen bijzondere eisen gesteld. Wordt de structuur van het domein wél vastgelegd, dan krijgt de functie vaak een daaraan aangepaste naam.
Is {\displaystyle f} een reëelwaardige functie met domein {\displaystyle D}, dan is {\displaystyle f}:
- een reële functie van een reële variabele als {\displaystyle D\subseteq \mathbb {R} };
- een functie van meerdere reële variabelen als {\displaystyle D\subseteq \mathbb {R} ^{n}}, voor {\displaystyle n\geq 2};
- een functie van een complexe variabele als {\displaystyle D\subseteq \mathbb {C} };
- een functie van meerdere complexe variabelen als {\displaystyle D\subseteq \mathbb {C} ^{n}}, voor {\displaystyle n\geq 2};
- een functionaal als {\displaystyle D} een (deelverzameling van een) vectorruimte is.

## Voorbeelden

2D-grafiek

- De functie {\displaystyle f(x)=x^{2}} is een reële functie van een reële variabele.
- De funcie {\displaystyle f(x)=\sin(x)} is eveneens een reële functie van een reële variabele.
- De functie {\displaystyle f(x_{1},x_{2})=x_{1}\cdot x_{2}+1} is een reëelwaardige functie van twee reële variabelen. Hierbij zijn {\displaystyle x_{1},x_{2}} (impliciet) element van {\displaystyle \mathbb {R} }. Soms wordt in een dergelijk geval ook gesproken van een reële functie.
- De functie {\displaystyle f(z)=\operatorname {Im} (z)} die het complex getal {\displaystyle z} afbeeldt op het imaginaire deel ({\displaystyle \operatorname {Im} }) van {\displaystyle z}, is een reëelwaardige functie van een complexe variabele.
- Is {\displaystyle S^{n}} de vectorruimte van de symmetrische reële {\displaystyle (n\times n)}-matrices, dan is de functie {\displaystyle f(X)=\det(X)} een functionaal (of ook: een reëelwaardige functie op {\displaystyle S^{n}}).
- De nulfunctie {\displaystyle f(x)=0} voor iedere {\displaystyle x\in D} is een reëelwaardige (constante) functie. Met {\displaystyle D\subseteq \mathbb {R} } wordt ook wel gesproken van reële nulfunctie.

## Grafische voorstelling

3D-grafiek:
met c.q.
met

Een reële functie {\displaystyle f} van één reële variabele kan met een grafiek worden gevisualiseerd door de paren {\displaystyle (x,f(x))} als punten in een tweedimensionaal coördinatenstelsel te plaatsen.
Om een reële functie {\displaystyle f} van twee reële variabelen grafisch voor te stellen worden de punten {\displaystyle (x,y,z)} met {\displaystyle z=f(x,y)} in een driedimensionaal coördinatenstelsel geplaatst.
De representatie van de functie is dan een kromme (2-dimensionaal) of een oppervlak (3-dimensionaal).
Bij functies van twee reële variabelen wordt soms gebruik gemaakt van kleurschakeringen om de functiewaarden te accentueren.
Reëelwaardige functies van een complexe variabele kunnen behandeld worden als reëelwaardige functies van twee reële variabelen. Bij het tekenen ('plotten') van de grafiek worden het reële deel en het imaginaire deel van het complexe getal als eerste en tweede argument van de functie opgevat; dus {\displaystyle f(z)=\mathrm {plot} (\operatorname {Re} (z),\operatorname {Im} (z))}.

## Eigenschappen

### Algebraïsche eigenschappen
De verzameling {\displaystyle V} van alle reëelwaardige functies gedefinieerd op een verzameling {\displaystyle D} (het domein van {\displaystyle V}) vormt een reële vectorruimte; notatie: {\displaystyle V(D,\mathbb {R} )} of {\displaystyle \mathbb {R} ^{D}}.
Binnen {\displaystyle V} wordt de ‘optelling’ van twee elementen (twee reëelwaardige functies) {\displaystyle f,g} voor alle {\displaystyle x\in D} gedefinieerd als:
{\displaystyle (f+g)(x)=f(x)+g(x)}
en de ‘scalaire vermenigvuldiging’ voor alle {\displaystyle c\in \mathbb {R} } en alle {\displaystyle x\in D} door:
{\displaystyle (c\cdot f)(x)=c\cdot f(x)}
Hiermee is {\displaystyle V} een zogeheten functieruimte. Deze ruimtes spelen een belangrijke rol in de lineaire algebra en de analyse.
De hierboven gedefinieerde optelling van functies samen met de ‘vermenigvuldiging’ van {\displaystyle f,g} voor alle {\displaystyle x\in D} gedefinieerd door:
{\displaystyle (f\cdot g)(x)=f(x)\cdot g(x)}
maken {\displaystyle V} tot een commutatieve ring.
Wordt {\displaystyle V} voorzien van de drie hierboven gedefinieerde bewerkingen, dan spreekt men van een reële algebra (een vectorruimte over {\displaystyle \mathbb {R} }).

### Analytische eigenschappen
Zie daarvoor onder meer:
- Begrensdheid, in het bijzonder de begrensde functie
- Limiet van een rij functies
- Uniforme convergentie
- Genormeerde vectorruimte en Banachruimte

## Generalisaties
Generalisaties van de reëelwaardige functies zijn (bijvoorbeeld) de functies waarvan de beeldruimte een vectorruimte is (vectorwaardige functies), zoals een functie met beeldruimte {\displaystyle \mathbb {R} ^{n}}.
Een functie {\displaystyle f} met {\displaystyle f\colon \mathbb {R} ^{n}\to \mathbb {R} } noemt men een reële functie van {\displaystyle n} veranderlijken.
Nóg algemener zijn de functies die een vectorruimte in een vectorruimte afbeelden; bijvoorbeeld {\displaystyle f\colon \mathbb {R} ^{m}\to \mathbb {R} ^{n}}.
Functies die complexe functiewaarden aannemen, worden wel complexwaardige functies genoemd.
Een complexe functie is een complexwaardige functie waarvan het domein de verzameling van de complexe getallen is, of een deelverzameling daarvan; formeel:
{\displaystyle f\colon D\to \mathbb {C} }
waarbij {\displaystyle D\subseteq \mathbb {C} }.